# Nympha
Pour plus de détails, voir Fiche technique et Distribution.
Nympha est un film italien réalisé par Ivan Zuccon, sorti en 2007.

## Synopsis
Sarah (Tiffany Shepis) est une jeune New-Yorkaise qui se rend en Italie pour rejoindre le couvent du Nouvelle Ordrer comme une nonne du cloître.

## Fiche technique
- Titre : Nympha
- Réalisation : Ivan Zuccon
- Scénario : Ivan Zuccon, Ivo Gazzarrini
- Production : Studio Interzona
- Photographie :
- Musique :
- Pays d'origine : Italie
- Langues d'origines : Anglais, italien
- Lieux de tournage : Rome, Italie
- Genre : Film d'horreur
- Dates de sortie :
  -  Italie : 30 mai 2007
  -  Allemagne : 12 juillet 2007
  -  Pays-Bas : 29 septembre 2007

## Distribution
- Tiffany Shepis : Sarah
- Allan McKenna : Geremia
- Caroline De Cristofaro : Ninfa
- Alessandra Guerzoni : Lavinia, la mère supérieure
- Michael Segal : Marco
- Caterina Zanca : la jeune nonne
- Giuseppe Gobbato : Docteur Rinaldi
- Federico D'Anneo : Gino
- Francesco Primavera : Docteur Bellini
- Miriam Zuccon : Ninfa petite
- Sabrina Casalini : une nonne de l'Ordre Nouveau
- Irene Cestari : une nonne de l'Ordre Nouveau
- Daniela D'Anna : une nonne de l'Ordre Nouveau
- Ilenia Mantoan : une nonne de l'Ordre Nouveau
- Maria Vittoria Mioni : une nonne de l'Ordre Nouveau